# Mezőnyárád
Mezőnyárád là một thị trấn thuộc hạt Borsod-Abaúj-Zemplén, Hungary. Thị trấn này có diện tích 14,08 km², dân số năm 2010 là 1550 người, mật độ 110 người/km².